# Chrysonotomyia tobiasi
Chrysonotomyia tobiasi är en stekelart som beskrevs av Svetlana N. Myartseva och Kurashev 1991. Chrysonotomyia tobiasi ingår i släktet Chrysonotomyia och familjen finglanssteklar.
Artens utbredningsområde är Turkmenistan. Inga underarter finns listade i Catalogue of Life.